# Чайковка (Павлодарская область)
Чайковка (каз. Чайковка) — упразднённое село в Успенском районе Павлодарской области Казахстана. Исчезло в ? г.

## Географическое положение
Располагалось в 12 км к юго-востоку от села Ковалёвка.

## История
Село Чайковка основано в 1916 г. украинскими крестьянами в урочище Кунундар Белоцерковской волости.